# Mapeta
Mapeta é um gênero de mariposa pertencente à família Crambidae.